# 그리스와 덴마크의 공주 알렉산드라 (1968년)
그리스와 덴마크의 공주 알렉산드라(Princess Alexandra Elli Francisca Maria of Greece, 1968년 10월 15일 ~ )는 전문적으로 알렉산드라 미르자얀츠(Alexandra Mirzayantz)로 알려진 그녀는 그리스의 예술가, 예술 수집가, 예술 후원자, 그리고 아동 생활 전문가이다. 그리스와 덴마크의 왕자 미하일의 장녀로서, 그녀는 그리스 왕족의 구성원이자 덴마크 왕족의 친척이다. 글뤽스부르크 왕가의 장기적인 후손인 그녀는 덴마크 공주도 아니며, 그리스 왕족의 다른 구성원들처럼 전하(Royal Highness) 양식을 받을 자격도 없다. 그녀는 저하(Har Highness) 양식을 받을 자격이 있는 그리스의 공주로 태어났고, 그리스 왕위 계승 서열에서 제외되었다. 그녀는 1973년 군주제가 폐지될 때까지 헬레네의 왕으로 통치했던 그리스의 콘스탄티노스 2세의 2촌이다.